# Tournavaux

Tournavaux este o comună în departamentul Ardennes din nordul Franței. În 1 ianuarie 2022 avea o populație de 233 de locuitori.